# Un après-midi de chien
Pour plus de détails, voir Fiche technique et Distribution.
Un après-midi de chien (Dog Day Afternoon) est un film américain réalisé par Sidney Lumet et sorti en 1975. Le scénario de Frank Pierson s'inspire d'un article de P. F. Kluge et Thomas Moore paru dans le magazine Life au sujet d’une prise d’otages initiée par John Wojtowicz (en).
En 2009, le film est entré dans le National Film Registry pour conservation à la Bibliothèque du Congrès des États-Unis.

## Synopsis
Été 1972, à New York, quartier de Brooklyn, Sonny et Sal entrent dans une banque avec l'objectif de la braquer. Ils se retrouvent bientôt assiégés par la police, vite rejointe par le FBI.

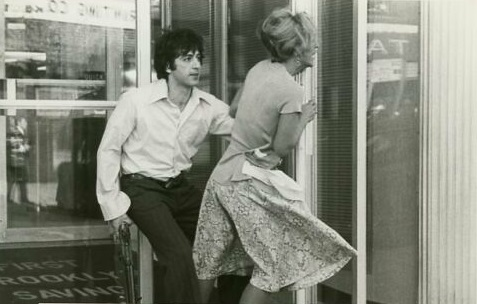
Al Pacino et Penelope Allen dans une scène du film.

Les négociations commencent, chaotiques, houleuses. Car la foule est là qui observe, prend le parti des braqueurs et, d'une certaine manière, leur garantit un espoir de survie. On apprend que Sonny espérait, avec le butin, payer l'opération de chirurgie de réassignation sexuelle de son épouse transgenre Leon. Mais Sonny a aussi une première épouse, impossible mégère, qui lui a donné deux enfants.
Il semble que ce braquage emprisonne Sonny dans un entrelacs de dialogues de sourds et de questions sans réponse. Mais, tout dévasté qu'il est, il reste un garçon vif, avisé, d'un intellect hors norme. Harassé de chaleur, de panique et de doute, dépassé par la démesure (spontanée, mais aussi orientée) que prend sa pauvre petite opération et par le syndrome de Stockholm qui s'installe entre les braqueurs et les otages, essentiellement des femmes, Sonny déjoue tous les pièges tendus par ses adversaires.
Sonny et Sal parviennent finalement à obtenir de la police un bus qui les emmène avec leurs otages vers un aéroport. Mais quelques minutes avant l'embarquement, Sal est abattu par un policier tandis que Sonny est maîtrisé.

## Fiche technique
Sauf indication contraire, les informations mentionnées dans cette section peuvent être confirmées par la base de données cinématographiques IMDb,  présente dans la section « Liens externes ».
- Titre français : Un après-midi de chien
- Titre original : Dog Day Afternoon
- Réalisation : Sidney Lumet
- Scénario : Frank Pierson, d'après l'article The Boys in the Bank de P. F. Kluge et Thomas Moore
- Photographie : Victor J. Kemper
- Costumes : Anna Hill Johnstone
- Montage : Dede Allen et Angelo Corrao
- Décors : Charles Bailey
- Production : Martin Bergmann et Martin Elfand
- Société de production : Artists Entertainment Complex
- Distribution : Warner Bros.
- Pays de production :  États-Unis
- Langue originale : anglais
- Format : couleur (Technicolor) - 1.85:1 - son monophonique - 35 mm
- Genre : drame et biopic
- Durée : 124 minutes
- Dates de sortie :
  - États-Unis : 21 septembre 1975
  - France : 30 janvier 1976
- Affiches : Bill Gold (États-Unis), René Ferracci (France)

## Distribution
- Al Pacino (VF : Bernard Murat) : Sonny Wortzik, un braqueur
- John Cazale (VF : Maurice Sarfati) : Salvatore « Sal » Naturale, un braqueur
- Charles Durning (VF : William Sabatier) : sergent Eugene Moretti
- James Broderick (VF : Jacques Thébault) : Sheldon, agent du FBI
- Lance Henriksen (VF : Jacques Richard) : Murphy, agent du FBI
- Chris Sarandon (VF : Philippe Ogouz) : Leon Shermer, la conjointe transgenre de Sonny
- Sully Boyar (VF : Roger Lumont) : Mulvaney, le directeur de la banque
- Penelope Allen : Sylvia, la caissière principale de la banque
- Carol Kane : Jenny, une caissière de la banque
- Beulah Garrick : Margaret, une caissière de la banque
- Sandra Kazan : Deborah, une caissière de la banque
- Estelle Omens : Edna, une caissière de la banque
- Marcia Jean Kurtz : Miriam, une caissière de la banque
- Amy Levitt : Maria, une caissière de la banque
- Gary Springer : Stevie, le braqueur qui se désiste
- John Marriott : Howard Calvin, gardien de banque
- Susan Peretz : Angela « Angie » Wortzik, l'ex femme de Sonny
- Judith Malina : madame Wortzik, la mère de Sonny
- Dominic Chianese : le père de Sonny
- Dick Anthony Williams : le chauffeur de Limousine
- Lionel Pina : le livreur de pizza
- Kenneth McMillan : le commissaire (non crédité)

## Production
Le scénario du film s'inspire d'un fait divers réel qui s'est déroulé à Brooklyn le 22 août 1972. John Wojtowicz (en) et Salvatore Naturale (en) ont braqué une banque en retenant neuf employés en otage durant près de quatorze heures. John Wojtowicz a reçu 7 500 dollars et 1 % des bénéfices du film en échange des droits de son histoire. L'histoire avait été racontée avant cela dans l'article The Boys in the Bank, écrit par P. F. Kluge et Thomas Moore paru dans le magazine Life.
Al Pacino et John Cazale se retrouvent quelques années après avoir interprété deux des frères Corleone dans Le Parrain (1972) et sa suite. C'est Al Pacino qui a fortement insisté pour que son ami obtienne le rôle, malgré les réticences de Sidney Lumet qui le trouve trop âgé. Finalement, il se laissera convaincre après une lecture faite par l'acteur.
L'actrice transgenre Elizabeth Coffey (en) avait été choisie par le réalisateur pour jouer le rôle de Leon, mais les producteurs du film ont jugé son apparence trop féminine pour jouer le rôle, et c'est donc Chris Sarandon qui l'obtint.
Le tournage se déroule principalement dans le quartier de Flatbush à Brooklyn, là même où avait eu lieu le fait divers ayant inspiré le film.

## Sortie et accueil

### Réception critique
Le film est largement acclamé par la critique, obtenant 96% d'avis favorables sur le site Rotten Tomatoes, pour 51 critiques collectées et une moyenne de 8,5⁄10, tandis que sur le site Metacritic, il obtient un score de 86⁄100, pour 15 critiques collectées.

### Box-office
Le film rencontre un succès commercial, rapportant 50 000 000 $ de recettes aux États-Unis. En France, la réception en salles est bien moindre, totalisant 471 325 entrées.

## Distinctions

### Récompenses
- LAFCA 1975 : meilleur film
- Oscars 1976 : meilleur scénario original pour Frank Pierson
- BAFTA 1976 : meilleur acteur pour Al Pacino (également pour Le Parrain 2)
- Festival international du film de San Sebastián 1975 : meilleur acteur pour Al Pacino
- National Film Preservation Board en 2009.

### Nominations
- Oscars 1976 : 
  - Meilleur film pour Martin Bregman et Martin Elfand
  - Meilleur réalisateur pour Sidney Lumet
  - Meilleur acteur pour Al Pacino
  - Meilleur acteur dans un second rôle pour Chris Sarandon
  - Meilleur montage pour Dede Allen
- Golden Globes 1976 :
  - Meilleur film dramatique
  - Meilleur réalisateur pour Sidney Lumet
  - Meilleur acteur dans un film dramatique pour Al Pacino
  - Meilleur scénario pour Frank Pierson
  - Meilleur acteur dans un second rôle pour Charles Durning
  - Meilleur acteur dans un second rôle pour John Cazale
  - Révélation masculine de l'année pour Chris Sarandon

## Autour du film
- Le cri « Attica ! Attica ! » qu'adresse Sonny à la police, cri que reprend la foule, fait référence à la mutinerie de la prison d'Attica dans l'État de New York qui eut lieu entre le 9 et le 13 septembre 1971 et se solda par 39 morts.
- Les cris d'Al Pacino « put the guns down » sont samplés au début du morceau Machine Gun, présent sur l'album Casa Babylon de la Mano Negra.
- Al Pacino interprète le rôle d'un personnage explicitement bisexuel, ce qui est alors très inhabituel pour une vedette de premier plan[10].